# Ото фон Щолберг-Вернигероде
Ото фон Щолберг-Вернигероде (на немски: Otto zu Stolberg-Wernigerode; * 30 октомври 1837 в Гедерн, Хесен; † 19 ноември 1896 в дворец Вернигероде) е граф (1854 – 1896), от 1890 г. княз на Щолберг-Вернигероде, Кьонигщайн, Рошфорт и Хонщайн. Той е германски политик, дипломат и вицеканцлер (1878 – 1881) при Ото фон Бисмарк.

## Биография
Той е вторият син на граф Херман фон Щолберг-Вернигероде (1802 – 1841) и съпругата му графиня Емма фон Ербах-Фюрстенау (1811 –1889), дъщеря на граф Албрехт фон Ербах-Фюрстенау (1787 – 1851) и принцеса София Емилия Луиза фон Хоенлое-Нойенщайн-Ингелфинген (1788 – 1859). Брат е на граф Албрехт фон Щолберг-Вернигероде (1836 – 1841) и на принцеса Елеонора (1835 – 1903), поетеса, омъжена (1855) за граф принц Хайнрих LXXIV Ройс-Кьостриц (1798 – 1886).
Ото посещава гимназията в Дуисбург, следва право и управление в Гьотинген и Хайделберг. От 1859 до 1861 г. е лейтенант в Gardes du Corps на пруската войска. От 1867 до 1873 г., по предложение на Ото фон Бисмарк, е първият главен президент на Хановер. През март 1876 г. е дипломат на Германската империя във Виена.
На 1 юни 1878 г. заместник заместник на имперския канцлер и вицепрезидент на пруското държавно министерство. Така Щолберг-Вернигероде е след Бисмарк вторият мъж в империята. Заради чести различия в мнението с „Железния канцлер“ се отказва от длъжността вицеканцлер на 20 юни 1881 г.
Министър е от 1885 до 1888 г. През 1890 г. кайзер Вилхелм II одобрява титлата му имперски княз, която има от 1742 г. и от която се отказал роднината му граф Христиан Ернст.

## Семейство
Ото се жени на 22 август 1863 г. в Щонсдорф за 26-годишната принцеса Анна Елизабет Ройс-Кьостриц (* 9 януари 1837 в Дрезден; † 2 февруари 1907 във Вернигероде), дъщеря на Хайнрих LXIII Ройс-Кьостриц (1786 – 1841) и втората му съпруга графиня Каролина фон Щолберг-Вернигероде (1806 – 1896). Те имат децата:
- Кристиан Ернст Херман (1864 – 1940), 2. княз на Щолберг-Вернигероде, женен на 8 октомври 1891 г. в Рюденхаузен за графиня Мария фон Кастел-Рюденхаузен (1864 – 1942)
- Херман (1867 – 1913), женен на 24 май 1910 г. в Лих за Доротея фон Золмс-Хоензолмс-Лих (1883 – 1942), сестра на княз Карл фон Золмс-Хоензолмс-Лих
- Фридрих Вилхелм Хайнрих (1870 – 1931), дипломат, женен на 19 януари 1910 г. в Шьонберг за принцеса Елизабет фон Ербах-Шьонберг (1883 – 1966), дъщеря на княз Густав Ернст фон Ербах-Шьонберг и принцеса Мария Каролина фон Батенберг, сестрата на българския княз Александър фон Батенберг (1857 – 1893)
- Хайнрих (1871 – 1874)
- Елизабет (1866 – 1928), омъжена на 4 юни 1885 г. във Вернигероде за граф Константин фон Щолберг-Вернигероде (1843 – 1905)
- Мария (1872 – 1950), омъжена на 23 май 1902 г. във Вернигероде за граф Вилхелм фон Золмс-Лаубах (1861 – 1936)
- Емма (1875 – 1956), омъжена на 16 октомври 1894 г. за княз Карл фон Золмс-Хоензолмс-Лих (1866 -1920)